# Babakan Panjang
Babakan Panjang is een bestuurslaag in het regentschap Sukabumi van de provincie West-Java, Indonesië. Babakan Panjang telt 4234 inwoners (volkstelling 2010).